# اوساونیتسا (ترستنیک)
اوساونیتسا (به صربی: Osaonica) یک منطقهٔ مسکونی در صربستان است که در Trstenik واقع شده‌است. اوساونیتسا ۳۷ نفر جمعیت دارد.